# Mathcore
Mathcore (även math metal) är ett rytmiskt komplex och dissonant stil av metalcore.
Olika band som spelar mathcore är Converge (1990), Coalesce (1994), Botch (1993), och The Dillinger Escape Plan (1997), som utnyttjar talang och komplicerade arrangemang för att skapa ett mycket tekniskt metal sound. Dessa var de första banden som började att spela mathcore.